# 弗莱布许荷兰归正会教堂
弗莱布许荷兰归正会教堂（Flatbush Reformed Protestant Dutch Church）是一个历史悠久的荷兰归正会教堂，现在属于美国归正会，位于美国纽约市布鲁克林弗莱布许社区的弗莱布许大道890号。教堂建筑群包括教堂、墓地、牧师楼和教会楼。

## 历史
该堂会成立于1654年。目前的教堂是该地点的第三座教堂建筑。高2.5层，联邦风格，由托马斯·法尔顿设计建于1793-1798年，有一个石头钟楼。花窗玻璃是蒂芙尼工作室的作品，纪念许多早期定居者的后裔。建筑使用曼哈顿片岩建造，建筑包括罗马式特色如拱形门窗，以及托斯卡纳柱式。教堂的钟从荷兰进口，并由约翰·范德比尔特支付。
美国革命战争期间长岛战役中死亡的美国士兵尸体埋在教堂建筑物下面。
该公墓是弗莱布许大多数早期荷兰家庭的安息之处。最早的可读的坟墓标记可追溯到1754年。1853年的牧师楼是一个2.5层的木框架房子，为介于希腊复兴和意大利风格之间的过渡建筑风格。教会楼是一座2.5层的红砖和石灰石建筑，为殖民地复兴风格，建于1923-24年。
该综合体最初于1966年被指定为纽约市地标，其边界在1979年扩大。它于1983年列入国家史迹名录。

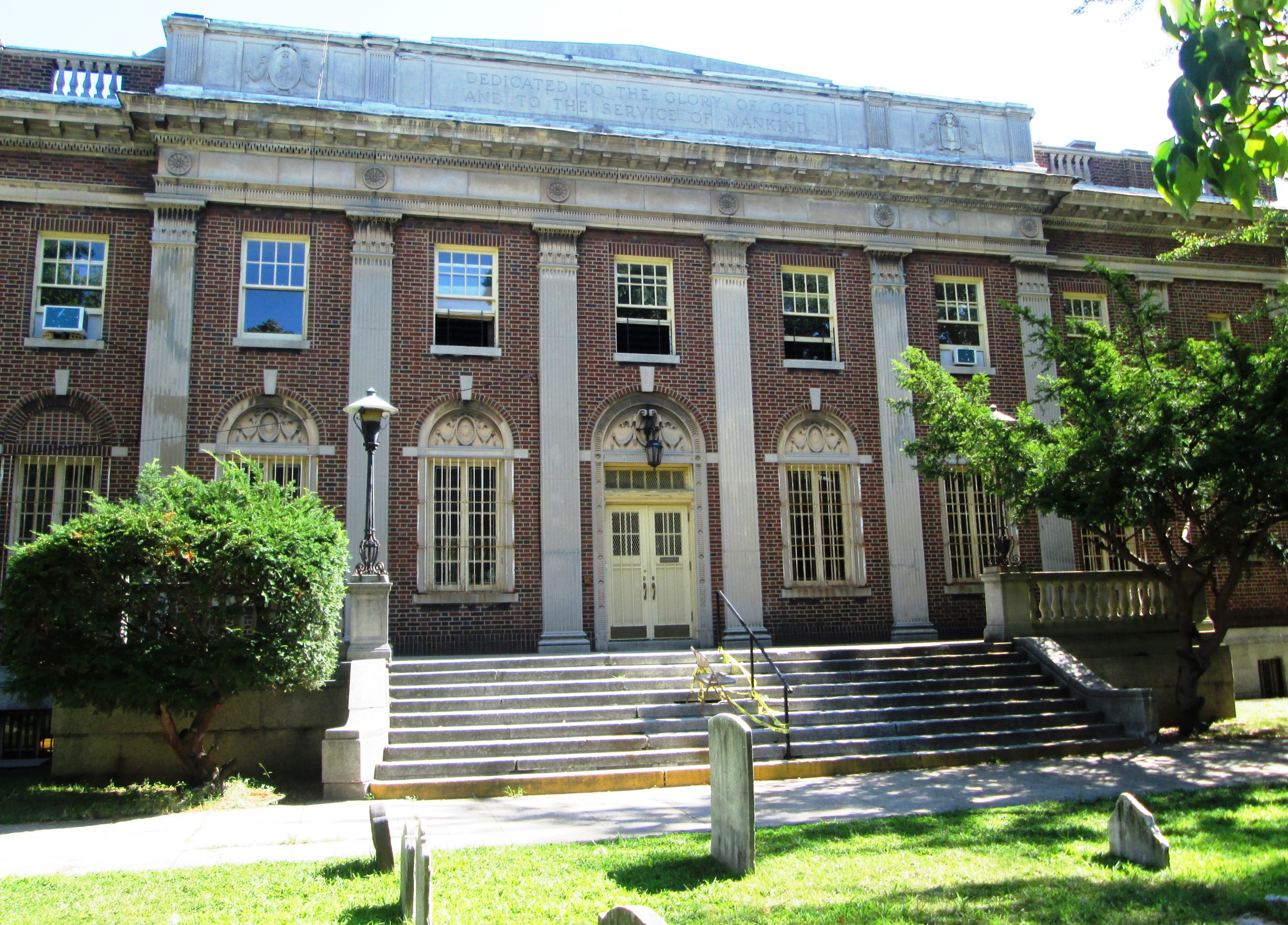
教会楼
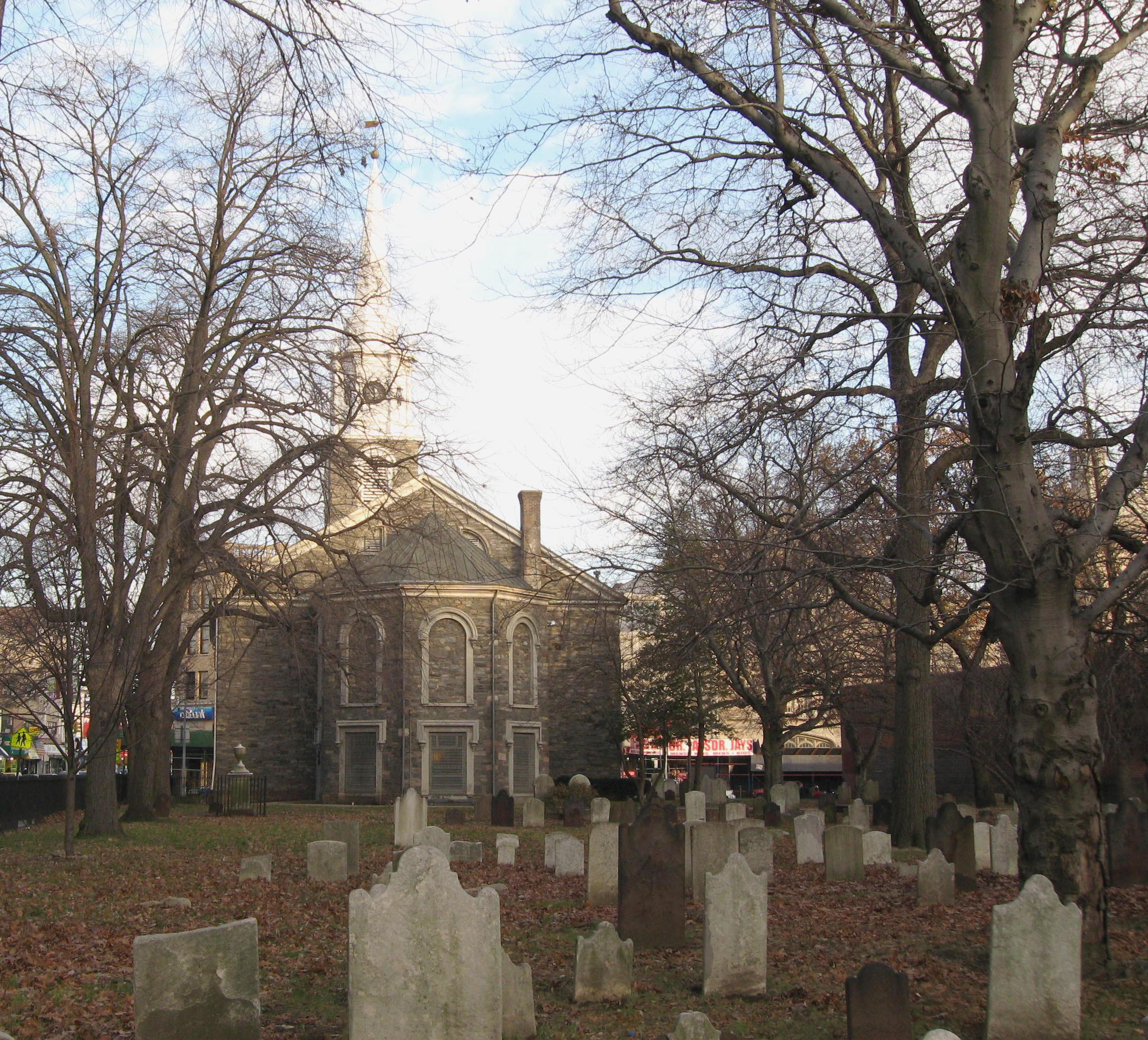
墓地
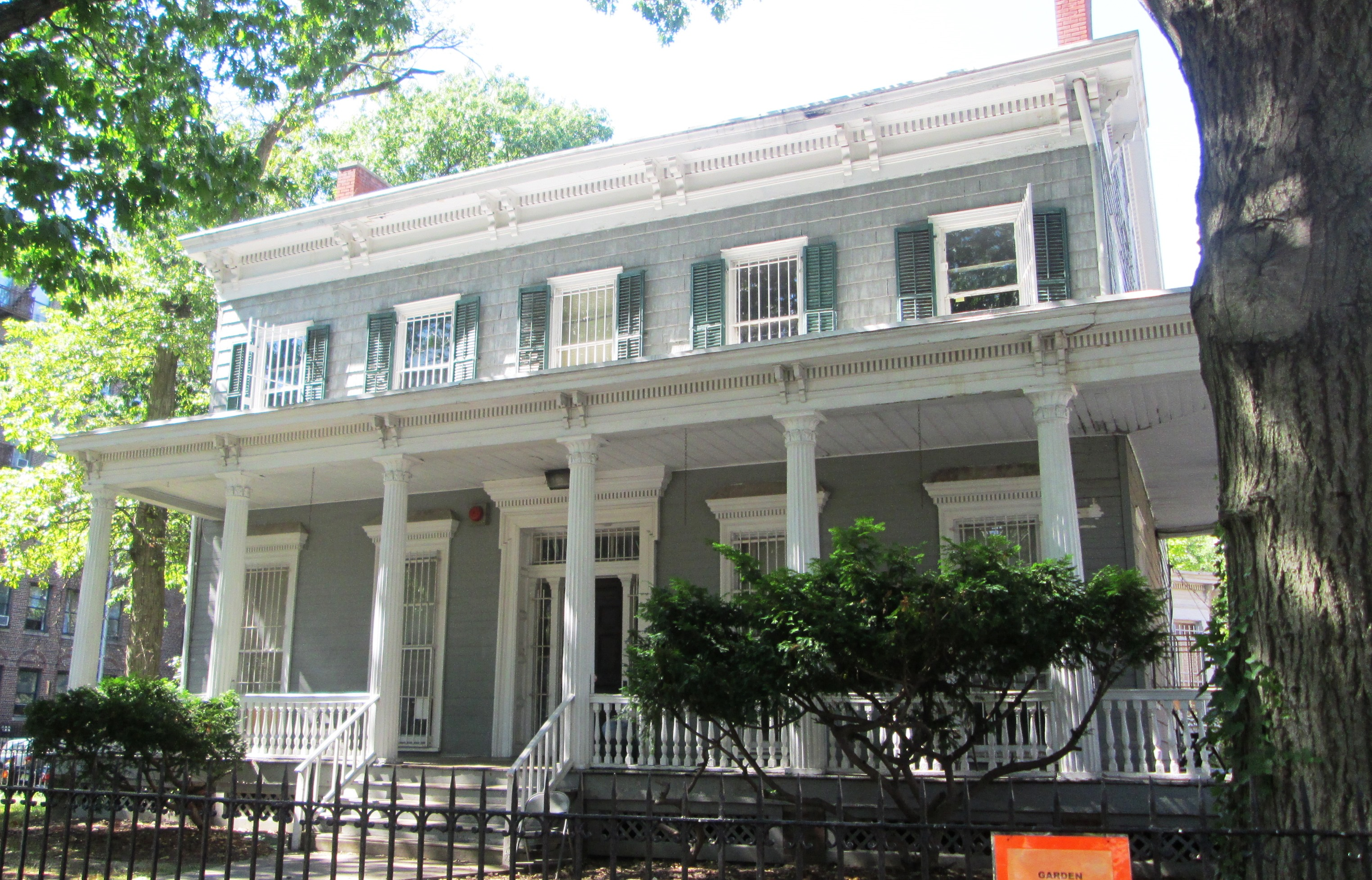
牧师楼